# Nordeuropa
 Denne artikel bør gennemlæses af en person med fagkendskab for at sikre den faglige korrekthed.

Nordeuropa er den nordlige del af det europæiske kontinent. Denne region er blevet defineret forskelligt, men FN's statistiske afdeling UNSD medtager:
- De nordiske lande, dvs. Danmark, Finland, Island, Norge og Sverige, inklusive Ålandsøerne, Færøerne, Svalbard og Jan Mayen, men ikke Grønland som medregnes til Nordamerika
- De baltiske lande, dvs. Estland, Letland og Litauen.
- De britiske øer, dvs. Republikken Irland, Det Forenede Kongerige Storbritannien og Nordirland, Isle of Man og Kanaløerne

Før det 19. århundrede blev udtrykket 'nordisk' eller 'nordligt' ofte brugt til at betegne Nordeuropa på en måde som inkluderede de nordiske lande, europæisk Rusland, Baltikum (på den tid Livonien) samt Grønland.
I tidligere æraer, da Europa blev styret af middelhavsregionen (dvs. Romerriget), blev alt som ikke var nær Middelhavet betegnet som Nordeuropa, deriblandt Tyskland, Nederlandene og Østrig. Denne beskrivelse bruges stadig i dag i nogle sammenhæng, som f.eks. diskussioner om den nordlige renæssance. I middelalderen blev begrebet (Ultima) Thule brugt til at beskrive et semi-mytisk sted i kontinentets ekstremt nordligste områder.
Ejderen, Dannevirke og den Engelske Kanal betragtes ofte som skillelinjer mellem den nordlige og sydlige del af Europa, siden alt herunder engang blev kontrolleret af Frankerne under Karl den Store og alt over engang blev behersket af kongen over Danmark, Norge og England – Knud den Store.

## Demografi
Landene i Nordeuropa er generelt kendt for deres store veludviklede økonomier og for deres høje levestandard. Alle lande scorer højt på livsundersøgelser som måler livskvalitet såsom Human Development Index og Happy Planet Index.
| Nordeuropa:                   |             |                            |                             |                  |                       |                   |
| Land                          | Areal (km²) | Befolkningstal (2011 est.) | Befolkningstæthed (per km²) | Hovedstad        | Bruttonationalprodukt | BNI pr. indbygger |
| Åland (Finland)               | 1,527       | 28,007                     | 18.1                        | Mariehamn        | (Finland)             |                   |
| Danmark                       | 43,098      | 5,564,219                  | 129                         | København        | $204,060              | $36,810           |
| Færøerne (Danmark)            | 1,399       | 48,917                     | 35.0                        | Tórshavn         | (Danmark)             |                   |
| Estland                       | 45,227      | 1,340,021                  | 29                          | Tallinn          | $27,207               | $20,303           |
| Finland                       | 336,897     | 5,374,781                  | 16                          | Helsinki         | $190,862              | $35,745           |
| Guernsey                      | 78          | 65,573                     | 836.3                       | Saint Peter Port | $2,742                | $41,815           |
| Island                        | 103,001     | 318,452                    | 3.1                         | Reykjavík        | $12,664               | $39,823           |
| Irland                        | 70,273      | 4,581,269                  | 65.2                        | Dublin           | $188,112              | $42,076           |
| Isle of Man                   | 572         | 80,085                     | 140                         | Douglas          | $2,719                | $33,951           |
| Jersey                        | 116         | 92,500                     | 797                         | Saint Helier     | $5,100                | $55,661           |
| Letland                       | 64,589      | 2,067,900                  | 34.3                        | Riga             | $38,764               | $17,477           |
| Litauen                       | 65,200      | 3,221,216                  | 50.3                        | Vilnius          | $63,625               | $19,391           |
| Norge                         | 385,252     | 4,905,200                  | 15.1                        | Oslo             | $256,523              | $52,229           |
| Svalbard og Jan Mayen (Norge) | 61,395      | 2,572                      | 0.042                       | Longyearbyen     | (Norge)               |                   |
| Sverige                       | 449,964     | 9,354,462                  | 20.6                        | Stockholm        | $381.719              | $40,393           |
| Storbritannien                | 243,610     | 62,008,048                 | 254.7                       | London           | $2,256,830            | $38,376           |
| Total                         | 1,811,176   | 99,230,679                 | 54.8 / km²                  |                  | $3,591,077            | $36,226           |